# Unione ipostatica

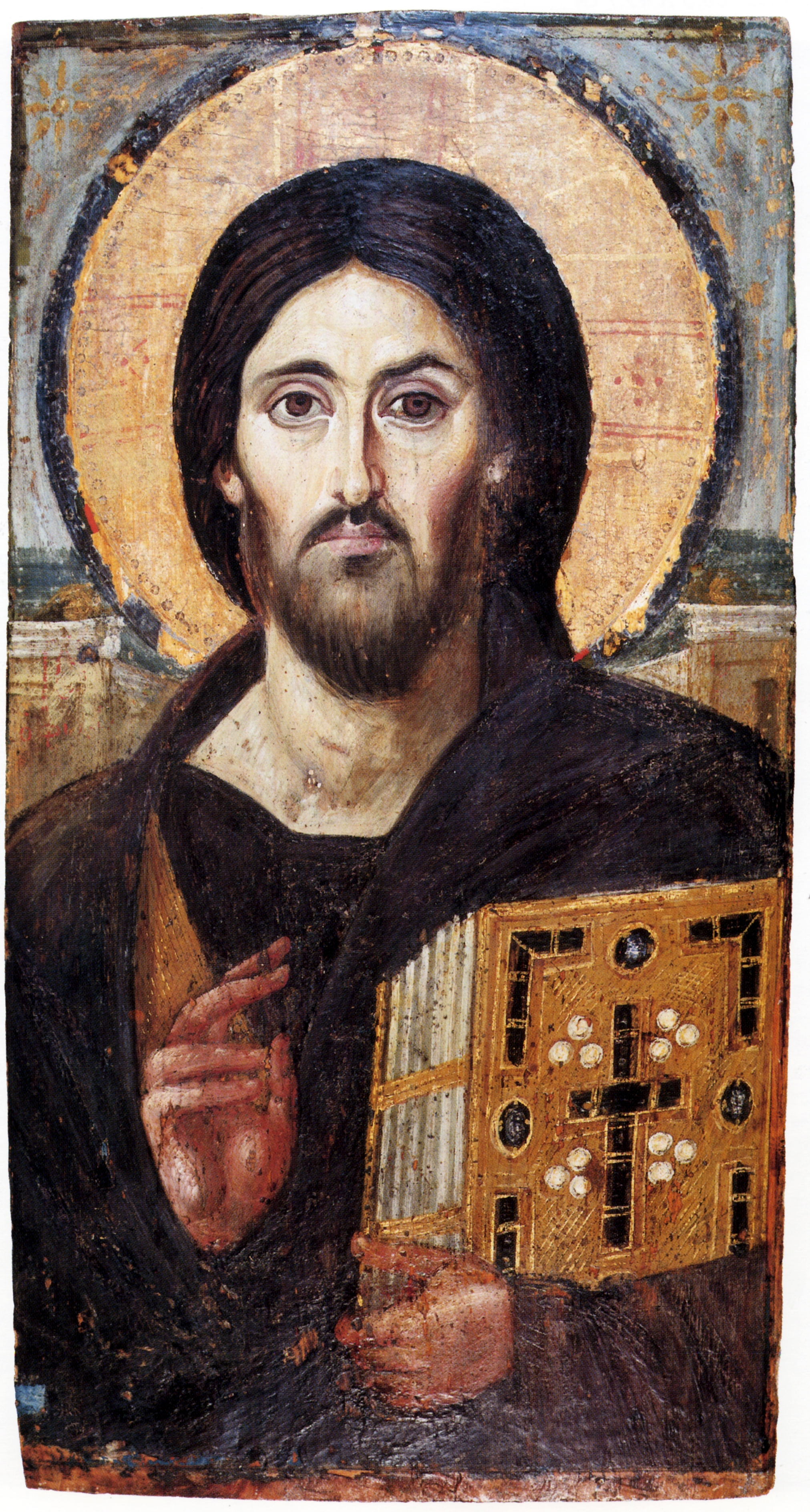
L'icona più antica di Cristo Pantocratore - Monastero di Santa Caterina (Egitto). Le due espressioni facciali, in ciascuna parte, enfatizzano la doppia natura di Cristo, sia divina che umana.

Unione ipostatica (in greco antico: ὑπόστασις?, hypóstasis, significa sedimento, fondazione, sostanza o sussistenza) è un termine della teologia cristiana, usato nella cristologia tradizionale per descrivere l'unione della divinità e umanità di Cristo in una ipostasi.
Il primo concilio di Efeso riconobbe questa dottrina e affermò la sua importanza, sostenendo che l'umanità e la divinità di Gesù Cristo sono in unione secondo la natura e l'ipostasi nel Logos:
(Concilio di Efeso, Seconda lettera di Cirillo a Nestorio)

## Ipostasi
Ipostasi (hypostasis) venne ad essere usato come termine tecnico prima dei dibattiti cristologici del IV e V secolo. Prima dei cristiani, la parola veniva usata in filosofia greca, principalmente dagli stoici. L'Ipostasi era stata usata come parola nel Nuovo Testamento, riflettendone in qualche modo il significato tecnico successivo: specialmente in Ebrei 1:3. Sebbene possa essere tradotta letteralmente con "sostanza", ciò ha dato origine ad una certa confusione, cosicché viene ora spesso tradotta con "sussistenza". Denota una reale e concreta esistenza, in contrasto con categorie astratte del tipo platonico (cfr. le sue idee).

## Storia
Apollinare di Laodicea fu il primo ad usare il termine ipostasi cercando di comprendere l'Incarnazione. Apollinare descrisse l'unione del divino e dell'umano in Cristo come una singola natura con una singola essenza - una singola ipostasi.
Il nestoriano Teodoro di Mopsuestia andò nell'altra direzione, asserendo che in Cristo c'erano due nature (duofisismo), umana e divina, e due ipostasi (nel senso di "essenza" o "persona") che coesistevano.
La definizione di Calcedonia fu d'accordo con Teodoro che c'erano due nature nell'Incarnazione. Tuttavia il concilio di Calcedonia insistette anche che venisse usata l'ipostasi poiché era una definizione trinitaria: ad indicare la persona e non la natura, come affermava Apollinare.
Il concilio dichiarò quindi che in Cristo vi sono due nature: ognuna mantiene le sue proprie proprietà, e insieme si uniscono in una sussistenza e in una singola persona (εἰς ἓν πρόσωπον καὶ μίαν ὑπόστασιν, eis hèn prósōpon kaì mían hypóstasin). Poiché la natura precisa di questa unione si ritiene sia incomprensibile alla mente umana, l'unione ipostatica viene indicata anche con il termine alternativo "unione mistica".
Le Chiese ortodosse orientali, dopo aver respinto il Credo di Calcedonia, vennero conosciute come monofisite dato che accettavano solo una definizione che caratterizzava il Figlio incarnato con "una" natura. La formula di Calcedonia "in due nature" (basata, almeno in parte, su Colossesi 2:9) fu vista come derivativa della cristologia nestoriana. Al contrario, i calcedoniani reputavano che gli ortodossi orientali tendessero verso il monofisismo eutichiano. Tuttavia gli ortodossi orientali hanno specificato, in un dialogo ecumenico contemporaneo, di non aver mai creduto alle dottrine di Eutiche, ma di aver sempre affermato che l'umanità di Cristo è consustanziale alla nostra, e preferiscono quindi indicarsi col termine "miafisismo", con riferimento alla cristologia che usava la frase "μία φύσις τοῦ θεοῦ λόγου σεσαρκωμένη", "mía phýsis toû theoû lógou sesarkōménē" ("una natura del Dio Verbo incarnata"). Il termine miaphysis significa una natura unita, in opposizione alla natura singola (monophysis). Quindi la posizione miafisita sostiene che, sebbene la natura di Cristo è "da due", ci si può far riferimento come "ad una" nel suo stato incarnato, perché le nature agiscono sempre in unità.
In tempi recenti, i leader delle chiese ortodosse bizantine e ortodosse orientali hanno firmato dichiarazioni congiunte, nel tentativo di operare una riunificazione.